# 李伯勇
李伯勇（1932年—），男，祖籍天津，生于黑龙江哈尔滨，中华人民共和国政治人物、科学家，曾任中华人民共和国劳动部部长。

## 生平
1948年，考上哈尔滨工业大学预科，随后担任空军第三航空学校翻译，空军陆战第一旅翻译，北京空军后勤部翻译。1951年，选派至苏联茹科夫斯基空军工程学院飞机发动机专业，毕业后任任国防部第五院一分院第三设计部技术员、工程组组长、研究室副主任、室主任、主任设计师。1973年，担任第七机械工业部十一所副所长、第二所长、装备副总设计师，部总工程师、装备发动机主任设计师。1981年，先后担任七机部、航天工业部总工程师。1984年，担任中国运载火箭技术研究院副院长、院长，航天工业部总工程师，主持研制长征系列火箭发动机。1986年，任中华人民共和国劳动部副部长、党组成员。1990年，任中共四川省委副书记、四川省人民政府副省长。1993年3月，任劳动部部长、党组书记。1998年3月，第九届全国人大第一次会议上，他当选全国人民代表大会常务委员会委员、全国人大法律委员会副主任委员。